# Hebräische Sprache
Hebräisch (hebräisch עבריתⓘ ʿIvrit) gehört zur kanaanäischen Gruppe des Nordwestsemitischen und damit zur afroasiatischen Sprachfamilie, auch semitisch-hamitische Sprachfamilie genannt.
Die Basis aller späteren Entwicklungsformen des Hebräischen ist die Sprache der heiligen Schrift der Juden, der hebräischen Bibel, deren Quellschriften im Laufe des 1. Jahrtausends v. Chr. entstanden und kontinuierlich redigiert und erweitert und schließlich um die Zeitenwende kodifiziert wurden. (Alt-)Hebräisch wird daher oft mit dem Begriff „Biblisch-Hebräisch“ gleichgesetzt, selbst wenn dies weniger sprachhistorisch als literaturhistorisch begründet ist: Althebräisch als die Sprache des größten Teiles des Alten Testamentes. In der Bibel wird die Sprache שְׂפַת כְּנַעַן sefat kenaʿan, deutsch ‚Sprache Kanaans‘ (Jes 19,18 ) oder יהודית jehudit, deutsch ‚jüdisch‘, ‚judäisch‘; (Jes 36,11  2 Kön 18,26+28  2 Chr 32,18  Neh 13,24 ) genannt. Nach der Zerstörung des Jerusalemer Tempels durch Nebukadnezar II. im Jahre 586 v. Chr. und dem darauf folgenden Babylonischen Exil kam die dortige Amtssprache Aramäisch unter den Juden in Umlauf, sodass das Hebräische fortan in Konkurrenz zum Aramäischen stand und viele Einflüsse von ihm aufnahm.
Nach der Zerstörung des Zweiten Tempels zu Jerusalem im Jahre 70 n. Chr. verlagerte sich das Zentrum jüdischen Lebens von Judäa nach Galiläa und ins Exil. Etwa im 3. Jahrhundert n. Chr. hörte Hebräisch auf, Alltags- und Muttersprache zu sein. Es blieb indessen eine Sakralsprache, wurde jedoch nie ausschließlich zu liturgischen Zwecken benutzt, sondern auch zur Abfassung von philosophischen, medizinischen, juristischen und poetischen Texten, so dass sich das Vokabular des Mittelhebräischen im Laufe der Jahrhunderte erweitern konnte, während die Grammatik weitgehend unverändert blieb. Es ist ebenfalls bezeugt, dass sich die verstreuten jüdischen Gemeinden zur Verständigung untereinander des Hebräischen bedienten.
Die Erneuerung des Hebräischen mit dem Ziel seiner Etablierung als jüdische Nationalsprache in Palästina begann im späten 19. Jahrhundert auf Initiative von Eliezer Ben-Jehuda. 1889 gründete er in Jerusalem den „Rat der hebräischen Sprache“, den Vorläufer der heutigen Akademie für die hebräische Sprache, mit dem Ziel, die seit etwa 1700 Jahren kaum noch gesprochene Sprache der Bibel wiederzubeleben. In der Folgezeit entstand das moderne Hebräisch, dessen Unterschiede zum biblischen Hebräisch im Schriftbild und der Morphologie äußerst gering, in der Syntax und dem Vokabular zum Teil erheblich sind. Auf Hebräisch selbst wird sowohl die moderne wie auch die altertümliche Version der Sprache als Ivrit bezeichnet.

## Geschichte
Man unterscheidet drei Entwicklungsstufen: Alt-, Mittel- und Neuhebräisch. Daneben gibt es eine eher literaturgeschichtlich bestimmte Einteilung in Bibelhebräisch, Mischnahebräisch, mittelalterliches Hebräisch und modernes Hebräisch, die im akademischen Hebräischunterricht üblich ist und Phasen der Entwicklung des hebräischen Schrifttums ins Auge fasst.

### Althebräisch
Das Althebräische ist aufs Engste mit der phönizisch-punischen Sprache sowie den anderen semitischen Varietäten der Länder der vorderasiatischen Mittelmeerküste verwandt. Die Verschriftlichung der gesprochenen Sprache erfolgte in der althebräischen Schrift, sie ähnelte der phönizischen Schrift. Gemeinsamer Ursprung beider Schriften war vermutlich die protosinaitische Schrift.
Die meisten Sprachwissenschaftler betrachten heute das Kanaanäische und das Phönizische als dieselbe Sprache, wobei das Hebräische als eine von mehreren Mundarten angesehen wird. Sprachwissenschaftlich gesehen ist (Alt-)Hebräisch ein südkanaanäischer Dialekt des 1. Jahrtausends v. Chr., der in einem Dialektkontinuum mit den anderen kanaanäischen Sprachen, d. h. mit Moabitisch, Ammonitisch, Edomitisch, Ugaritisch, Phönizisch usw. stand. Der älteste bekannte hebräische Text ist der auf eine Tontafel niedergeschriebene Gezer-Kalender von 925 v. Chr., der heute in Istanbul ausgestellt ist. Es gibt ältere Zeugnisse der verwandten Dialekte.
Das berühmteste Werk in althebräischer Sprache ist der Tanach, die hebräische Bibel (Altes Testament). Zu den ältesten erhaltenen Abschriften biblischer Texte zählen die Schriftrollen vom Toten Meer. Sie wurden 1947 in Qumran gefunden und stammen aus der Zeit zwischen dem 3. Jahrhundert v. Chr. und dem späten 1. Jahrhundert n. Chr. Sie weisen zahlreiche Unterschiede zur heute gebräuchlichen hebräischen Bibel auf und umfassen auch Schriften, die in deren Kanon nicht eingegangen sind.
Althebräisch wird oft mit Bibelhebräisch gleichgesetzt, da kaum weitere Quellen aus dieser Periode der Sprachentwicklung erhalten sind. Bibelhebräisch ist, wie der Name sagt, die Sprache eines literarischen Texts, der einerseits zahlreiche Archaismen aus der frühen Königszeit aufweist, die zur Zeit des Zweiten Tempels bereits nicht mehr gebräuchlich gewesen sein dürften, und andererseits noch bis zum Ende des 1. Jahrtausends n. Chr. bearbeitet worden ist. Die älteste erhaltene Handschrift, die den masoretischen Text vollständig wiedergibt, datiert aus dem Jahr 1008 n. Chr. (Codex Leningradensis). Die Kantillationszeichen, welche die Vokalisierung und die Phonetik genauer wiedergeben, wurden teils in späteren Jahrhunderten hinzugefügt.

### Mittelhebräisch (ab ca. 200 v. Chr.)
Mittelhebräisch ist die Sprache spätbiblischer Texte sowie der hebräischen Teile der Mischna und der Gemara. Geprägt wurde es nachhaltig von der hebräisch-aramäischen Diglossie, die vom Babylonischen Exil bis zum Ende der rabbinischen Epoche für das Judentum bestimmend war.
In Form des Reichsaramäischen wurde Aramäisch Verwaltungssprache im Perserreich und für rund 700 Jahre eine ethnische und politische Grenzen überschreitende Umgangssprache im Nahen Osten, zu der nach dem Sieg Alexanders des Großen das Griechische in Konkurrenz trat. Erst das Auftreten des Arabischen verdrängte beide Sprachen nahezu gänzlich aus der Region. Die Juden benutzten Aramäisch für Bibelübersetzungen (Targumim) und im Talmud sowie als Umgangssprache in Babylonien und der Levante. Wie das Hebräische gehört Aramäisch zum nordwestlichen Zweig der semitischen Sprachen und ist somit dem Hebräischen nahe verwandt. In der mittelhebräischen Phase wurden zahlreiche aramäische Ausdrücke und Redewendungen ins Hebräische übernommen, vor allem aber die aramäische Schrift (Quadratschrift). Auch die Syntax des Hebräischen änderte sich in dieser Phase grundlegend (Übergang von der Satzstruktur Prädikat–Subjekt–Objekt hin zu Subjekt–Prädikat–Objekt sowie von der parataktischen, Hauptsätze bevorzugenden Syntax hin zum hypotaktischen Prinzip, d. h. zu Hauptsatz-Nebensatz-Konstruktionen).
Während fast zweier Jahrtausende war Hebräisch nicht Muttersprache, sondern meist Zweit- oder Drittsprache von Juden (in der Regel von gebildeten jüdischen Männern) in allen Teilen der Diaspora. In der traditionellen jüdischen Ausbildung wurde viel Zeit darauf verwandt, Tora, Mischna, Gemara und rabbinische Kommentare im hebräischen (und zum Teil aramäischen) Original zu lesen. Der wichtigste Beitrag zum Erhalt des biblischen Hebräisch stammt von den Masoreten, die vom 7. bis zum 10. Jahrhundert n. Chr. dem nur mit Konsonanten geschriebenen Bibeltext Vokale, Akzente und sogenannte Teamim (Angaben für den liturgischen Gesang) hinzufügten. Da die verwendeten Zeichen hauptsächlich aus Punkten bestehen, spricht man von „Punktation“ (hebräisch Nikud). Die bedeutendsten Masoreten wirkten im 9./10. Jahrhundert n. Chr. in Tiberias.
Vor allem zwei Familien sind hier bedeutsam: Ben Ascher und Ben Naftali. Nachdem bereits früher in Babylonien und Palästina Texte zum Zwecke der Vokalisierung punktiert worden waren, schuf Aaron ben Mosche ben Ascher das gründlichste Punktationssystem, das sich schließlich auch durchsetzte. Der allgemein anerkannte jüdische hebräische Bibeltext, der seit dem 16. Jahrhundert auch von christlichen Theologen der Exegese des Alten Testaments zugrunde gelegt wird, geht auf den punktierten Text der Familie Ben Ascher zurück. In der Biblia Hebraica Stuttgartensia ist der masoretische Text gemäß dem Codex Leningradensis abgedruckt. Paul Kahles Erforschung verschiedener masoretischer Systeme und der Vergleich mit griechischen Umschriften des Hebräischen in der Septuaginta und der Hexapla des Origenes haben gezeigt, dass die Masoreten von Tiberias in ihrer Punktation nicht der gängigen tradierten Aussprache des Hebräischen folgten, sondern zum Teil ein ideales philologisches Konstrukt schufen, das dennoch bis heute die Grundlage der hebräischen Grammatik und Aussprache bildet.

### Neuhebräisch (18. Jh. bis heute)
Die Geschichte des neuzeitlichen Hebräisch zerfällt in zwei Perioden, die aber nicht für die gesamte Judenheit Gültigkeit besaßen. Wesentliche Neuerungen (Abkehr von der rabbinischen Tradition und Betonung der vermeintlichen Reinheit und Ursprünglichkeit des biblischen Sprachstils) brachte die jüdische Aufklärung im 18./19. Jahrhundert. Auch bei den Juden anderer Regionen kam es – teils ohne Einfluss der Entwicklungen in Mitteleuropa – insbesondere im Zusammenhang mit der Verbreitung des Buchdrucks und Zeitungswesens zu einer Renaissance des Hebräischen, zum Beispiel im Irak. Einen weiteren Neuanfang in der Moderne, der schließlich zur erneuten Verankerung als muttersprachlich weitergegebenes Idiom in Palästina führte, bewirkte der Zionismus im 20. Jahrhundert.

#### Modernes Hebräisch („ʿIvrit“)
Unter ʿIvrit (ʿIwrit, ʿIvrith) wird außerhalb Israels oft nur die jüngste Form des Neuhebräischen verstanden: Das durch den Zionismus entstandene israelische Hebräisch ist das Ergebnis einer Wiederbelebung des Entwicklungsstandes der biblischen Sprache, wie sie die Masoreten von Tiberias mit der Punktation des Bibeltexts festgelegt haben, jedoch auf der Basis einer eher mittelhebräischen Syntax und in Vokabular und Semantik von europäischen Sprachen beeinflusst.
Die relativ wenigen spezifisch biblischen Formen werden in Israel meist verstanden und in der Schule gelehrt, in der Alltagssprache jedoch nicht mehr verwendet, z. B. Pausalformen sowie Jussiv und Narrativ (imperfectum consecutivum) der Verben. Zudem haben zahlreiche biblische Wörter heute eine andere Bedeutung. Das althebräische Verbalsystem, das zeitliche Abläufe weniger in Tempora denn in Aspekte einordnete, wurde schon im Mittelhebräischen in ein Tempussystem umgedeutet, das in der Neuzeit bei der Wiederbelebung des Hebräischen übernommen wurde: Die Konjugation, die den Aspekt des Vollendeten anzeigte, erfüllt im Mittel- und Neuhebräischen die Funktion der Vergangenheit; die Konjugation, die den Aspekt des Unvollendeten anzeigte, ist nun das Futur, und das ursprünglich zeitlose Partizip erfüllt ganz überwiegend die Funktion des Präsens.
Vielen gilt das Hebräische als Beispiel einer erfolgreichen Umwandlung einer alten Literatur- und Sakralsprache in eine moderne Nationalsprache. David Ben Gurion, der erste Ministerpräsident des 1948 gegründeten Staates Israel, behauptete sogar: „Wenn Moses heute zurückkäme und um ein Stück Brot bäte, verstünde man ihn.“ Eine derartige Auffassung wurde teilweise auch in der Wissenschaft von Hebraisten und Semitisten vertreten (Edward Ullendorff), ist jedoch umstritten (Carl Brockelmann).

### Problem der Rekonstruktion einer historischen Phonetik
Die Überlieferung der „ursprünglichen“ Aussprache des Hebräischen des Altertums (Althebräisch, Bibelhebräisch) ist lückenhaft und oft vieldeutig. Das Hebräische bedient sich bis heute einer historischen Schreibung, die seit den ältesten Schriftzeugnissen nahezu unverändert ist. Heute übliche Aussprachetraditionen basieren auf Festlegungen der Masoreten (siehe oben) und werden „rückwirkend“ und mangels besserer Kenntnis auch bei der Lesung älterer Texte (insbesondere des Bibeltexts) angewandt.
Charakteristisch für die Phonetik, die sich im Zuge des zionistischen Siedlungsprojekts in Palästina seit dem 19. Jahrhundert durchgesetzt hat, ist die für semitische Sprachen untypische Aussprache „gutturaler“ und „emphatischer“ Konsonanten, die im Hebräischen europäisiert klingen. Nur in der Schrift, aber nicht in der Aussprache wird noch zwischen Aleph und ʿAjin, Kaf und Qof, Thet und Taw, Chet und Khaf etc. unterschieden. Die genannten Buchstabenpaare bilden im israelischen Hebräisch Homophone, nur orientalischstämmige Sprecher differenzieren noch einzelne dieser Laute.
Charakteristische Lautverschiebungen in der Antike dürften vor allem unter aramäischem Einfluss (in reichsaramäischer Zeit) erfolgt sein, so die Aufweichung der Begadkefat-Laute (Bet, Kaf, Pe sowie auch Gimel, Dalet, Taw) zu Frikativen, die in der späteren Sprachentwicklung teilweise zurückgenommen wurde (heute nur noch Bet/Vet, Kaf/Khaf, Pe/Fe, aber immer unveränderlich Gimel, Dalet, Taw; (BeGadKeFaT)).
Etwas älter, doch auch in „biblischer Zeit“ entstanden könnte die für Hebräisch wie für Aramäisch typische Segolatisierung sein (z. B. älteres malk wurde zu melekh, kalb zu kelev, sipr zu sefer usf.), eine Entwicklung, die Tausende Lemmata und Formen betrifft.
Noch bis in die Antike belegt ist dagegen die dem ursemitischen Lautstand entsprechende Existenz von konsonantischen Lautpaaren, die in der hebräischen Schrift in je einem Buchstaben zusammenfallen, namentlich in ʿAjin und Chet. Jeder dieser Buchstaben konnte für zwei verwandte Laute stehen, die im Hebräischen später zusammengefallen, im Arabischen hingegen erhalten sind: Ajin stand sowohl für den ʿAin- als auch für den Ghain-Laut, Chet für den Ḥā'- und den Chā'-Laut.

#### Mittelalterliche und moderne Aussprachetraditionen
In der jüdischen Diaspora entwickelten sich regionale Aussprachetraditionen des Hebräischen, die von den im Alltag gesprochenen Sprachen beeinflusst waren. Während die sephardischen Gemeinden im Mittelmeerraum, der Levante und dem Nahen Osten tendenziell eine eher „klassische“ Aussprache bewahrten, wich die unter dem Einfluss insbesondere des Jiddischen entstandene aschkenasische Aussprache teils erheblich davon ab.
Der Anfang des Buches Genesis klingt in drei verschiedenen Sprechweisen etwa so:
- Sephardisch: Be-reschit bara elohim et ha-schamajim we-et ha-aretz.
- Deutsch-aschkenasisch: Breschis boro elauhim es ha-schomajim wes ho-oretz.
- Polnisch-aschkenasisch: Brejschis buru elojhim ejs ha-schumajim wejs hu-uretz.

- Siehe auch: Aschkenasim#Sprachen

Unter dem Einfluss der israelischen Aussprache, die sephardisch geprägt ist, setzt sich seit Mitte des 20. Jahrhunderts diese weltweit in den jüdischen Gemeinden durch. Bibellesung und Gebete selbst in aschkenasischen Milieus erfolgen heute meist in sephardischer Aussprache, traditionell-orthodoxe Gemeinden ausgenommen. Hebräisch als gesprochene Sprache wird nahezu überall auf der Welt dem israelischen Modell folgend sephardisch unterrichtet.

## Hebräische Schrift
Siehe hebräisches Alphabet sowie die Einträge unter den einzelnen Buchstaben, von Aleph bis Taw. Schreibrichtung von rechts (oben) nach links.

### Transkription in Lateinschrift
Zur Umschrift des Hebräischen in Lateinschrift wird in wissenschaftlichen Zusammenhängen, insbesondere im Bibliothekswesen deutschsprachiger Länder zur Nennung von Autoren und Buchtiteln, heute meist das in DIN 31636 festgeschriebene Regelwerk angewendet. Es steht internationalen Transkriptionsmodellen nahe, die divergierende nationalsprachlich geprägte populärwissenschaftliche Schreibungen wie etwa /sch/ (deutsch), /ch/ (französisch), /sj/ (niederländisch) u. ä. für den sch-Laut überwinden und eine eher angelsächsische Schreibung (in diesem Falle /sh/) bevorzugen und die abgesehen von den zweibuchstabigen /sh/ und /kh/ für jeden hebräischen Buchstaben stets nur einen lateinischen Buchstaben vorsehen. Dieser ist dann gegebenenfalls mit einem Sonderzeichen versehen, um ihn von einem anderen (heute) gleich oder ähnlich lautenden hebräischen Buchstaben zu unterscheiden, etwa /v/ von /ṿ/, /h/ von /ḥ/, /t/ von /ṭ/.
Eine andere Umschrift, die ähnlichen Ansprüchen folgt, empfiehlt die Hebräische Sprachakademie in Israel, die jedoch ebenso wenig – selbst in Israel – allgemeinverbindlich angewendet wird.

## Grammatik

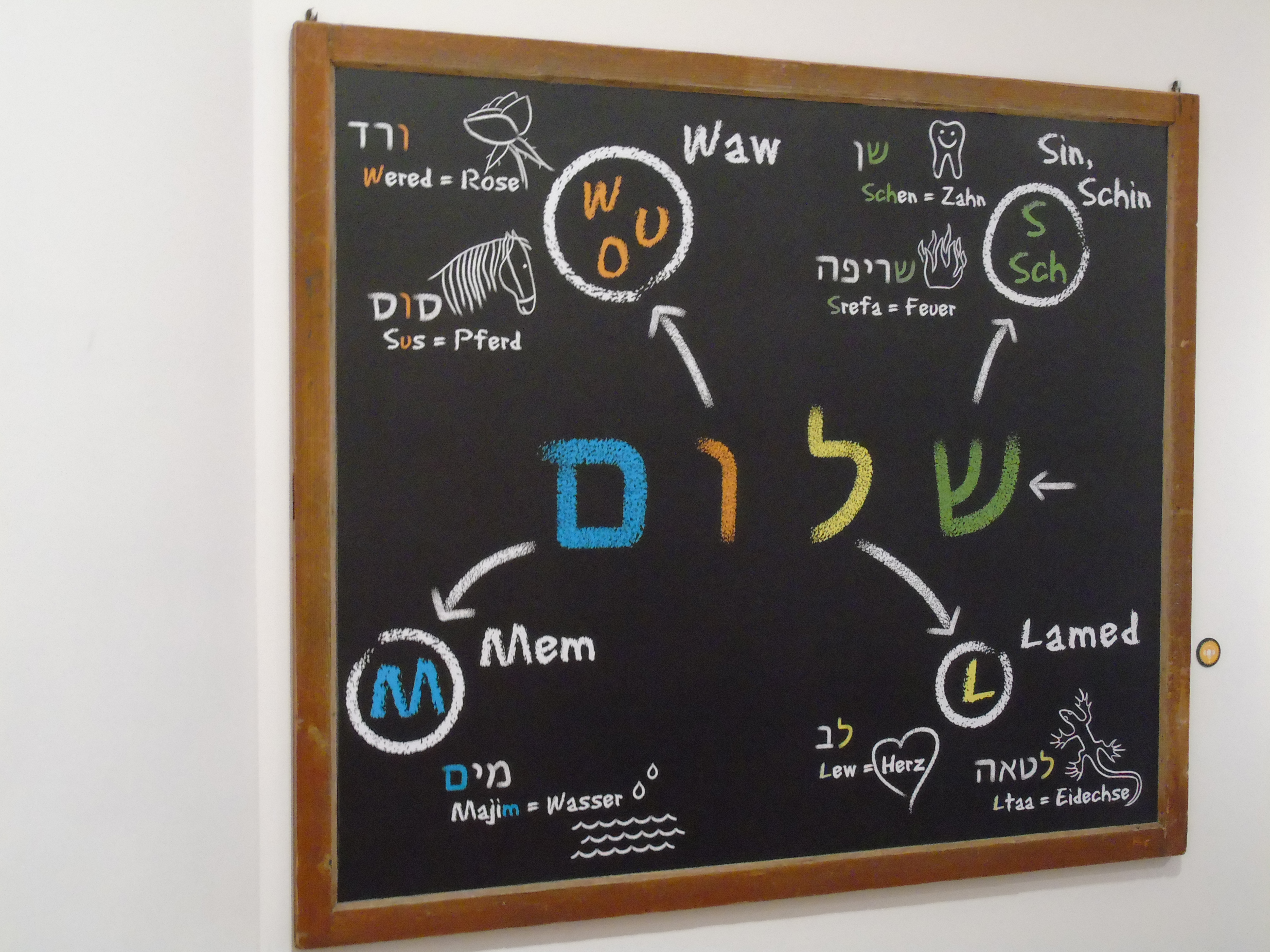
Tafel mit dem Wort שלום beziehungsweise Schalom (Friede)

Für die Grammatik des modernen Hebräisch siehe Ivrit.

### Substantive
Das Althebräisch gehört wie alle semitischen Sprachen grundsätzlich zu den Kasussprachen. Seit dem Ausfall der Kasusflexion in der kanaanäischen Gruppe der semitischen Sprache werden jedoch schon ab dem 10. Jh. v. Chr. zur Unterscheidung von Subjekt und Objekt keine Fälle mehr verwendet, sondern das Objekt kann optional mit einer speziellen nota objecti markiert werden, das ist allerdings nur bei determinierten Objekten möglich. Flexion spielt jedoch eine wichtige Rolle bei der Bildung und Ableitung von Verben, Substantiven, der Genitivkonstruktion Status constructus, die auf Hebräisch Smichut (סְמִיכוּת ‚Stützung‘) genannt wird.

#### Status Constructus
Beispiele für die Genitivverbindung (Smichut):
bájit (בַּיִת) = Haus; lechem (לֶחֶם) = Brot; bējt lechem (בֵּית־לֶחֶם) = Haus des Brotes (Bethlehem).
In Genitivverbindungen wird der bestimmte Artikel vor ihren letzten Bestandteil gesetzt:
ʿalija (עֲלִיָּה) = Aufstieg, Rückführung, Repatriierung; noʿar (, נוֹעַר, נֹעַר) = Jugend; ʿalijat ha-noʿar (עֲלִיַּת הַנּוֹעַר) = die Rückkehr (nach Israel) der Jugendlichen.
Das Besitzverhältnis kann mithilfe der klassischen Kurzform (Substantiv mit Pronominalendung) oder einer längeren, umschreibenden Phrase wiedergegeben werden,
 z. B. von: Sohn = בֵּן ben: mein Sohn = בְּנִי bni bzw. הַבֵּן שֶׁלִּי ha-ben scheli.
Letzteres bedeutet wörtlich: der Sohn, der von mir ist. Hier ist aus einem Relativsatz (sche… = der, die, das) und der Präposition le- eine neue Präposition („von“) entstanden, die im biblischen Hebräisch noch unbekannt ist. Sowohl an „bni“ als auch an „scheli“ ist die Pronominalendung der 1. Person Singular (mein, mir, mich) erkennbar.

#### Genera
Die hebräische Sprache kennt zwei grammatikalische Geschlechter bzw. Genera: männlich und weiblich. Weibliche Substantive und Namen enden meistens mit …a (ה…) oder …t (ת…). Beispiel: Sarah (שָׂרָה), ʿIvrith (עִבְרִית). Es gibt jedoch auch einige Ausnahmen, beispielsweise endet das Wort „lájla“ (לַיְלָה ‚Nacht‘) mit dem Buchstaben „He“ und ist trotzdem grammatikalisch männlich. Es können auch weibliche Nomen männliche Endungen tragen. Abstrakta werden meistens dem weiblichen Genus zugeordnet.
Betont wird meistens die letzte Silbe, in einigen Fällen auch die vorletzte Silbe, bei Fremdwörtern auch andere Silben (אוּנִיבֶרְסִיטָה univérsiṭa, deutsch ‚Universität‘). Die Betonung ist (im Neuhebräischen) schwach phonemisch, es gibt also gelegentlich Wortpaare, die sich nur durch die Betonung unterscheiden (בִּירָה birá, deutsch ‚Hauptstadt‘, בִּירָה bíra, deutsch ‚Bier‘). Manche Personennamen können auf zweierlei Weise betont werden und erhalten dadurch einen jeweils unterschiedlichen emotionalen Beiklang.
Hebräische Substantive und Adjektive können mit dem bestimmten Artikel הַ… ha definiert werden. Unbestimmte Substantive bzw. Adjektive tragen gar keinen Artikel. Der bestimmte Artikel wird zusammen mit dem zugehörigen Wort geschrieben. Beispiel: נוֹעַר noʿar, deutsch ‚Jugend‘, הַנּוֹעַר hanoʿar, deutsch ‚die Jugend‘. Wird der Artikel vorgesetzt, erhält der folgende Konsonant meist einen Punkt („Dagesch forte“), der Verdopplung anzeigt. Vor Konsonanten, die nicht verdoppelt werden können, erhält der Artikel ein langes -a („qametz“).

### Verben
Außer im Bibelhebräischen verfügen hebräische Verben über drei Tempora: Vergangenheit, Zukunft und Gegenwart. Streng genommen sind aber nur Vergangenheit und Zukunft echte Konjugationen mit Formen für die 1., 2. und 3. Person im Singular und Plural, während für die Gegenwart das Partizip verwendet wird. Hier hat jedes Verb wie das hebräische Adjektiv vier Formen: Maskulinum Singular, Femininum Singular, Maskulinum Plural, Femininum Plural. Die Person wird durch Hinzufügen des Personalpronomens angezeigt. Ein Beispiel für die Bildung des Partizips:
| כּוֹתֵב אֲנִי-אַתָּה-הוּא (aní, atá, hu) kotév           | (ich, du, er) [m.] schreibe, schreibst, schreibt (wörtl.: ich (m.), du (m.), er ein Schreibender)          |
| כּוֹתֶבֶת אֲנִי-אַתְּ-הִיא (aní, at, hi) kotévet          | (ich, du, sie) [f.] schreibe, schreibst, schreibt (wörtl.: ich (f.), du (f.), sie (Sg.) eine Schreibende)  |
| כּוֹתְבִים אֲנַחְנוּ-אַתֶּם-הֵם (anáchnu, atém, hem) kotvím | (wir, ihr, sie) [m.] schreiben, schreibt, schreiben (wörtl.: wir (m.), ihr (m.), sie (m. Pl.) Schreibende) |
| כּוֹתְבוֹת אֲנַחְנוּ-אַתֶּן-הֵן (anáchnu, atén, hen) kotvót | (wir, ihr, sie) [f.] schreiben, schreibt, schreiben (wörtl.: wir (f.), ihr (f.), sie (f. Pl.) Schreibende) |

Im Althebräischen ist eine klare Trennung zwischen „Gegenwart“, „Vergangenheit“ und „Zukunft“ nicht möglich. Beim finiten Verb werden zwei Aktionsarten unterschieden, verteilt auf zwei Konjugationen, die traditionell „Perfekt“ und „Imperfekt“ genannt werden:
- Perfekt = abgeschlossene, konstatierbare Handlung (im nachbiblischen Hebräisch: Vergangenheit)
- Imperfekt = unabgeschlossene, ausstehende Handlung (im nachbiblischen Hebräisch: Zukunft).

Darüber hinaus gibt es im Bibelhebräischen zwei Ableitungen dieser Konjugationen, die deren Sinn ins Gegenteil verkehren:
- Imperfectum Consecutivum = abgeschlossene, konstatierbare Handlung
- Perfectum Consecutivum = unabgeschlossene, ausstehende Handlung.

Die jeweilige Consecutivum-Form unterscheidet sich von der Normalform des Perfekts oder Imperfekts dadurch, dass die Kopula „und“ vorangestellt wird. Im Falle des Imperfectum Consecutivum wird zudem der nachfolgende Konsonant verdoppelt (hebräisch מְדֻגָּשׁ, m'duggash), und die Betonung verlagert sich oft auf die vorletzte Silbe. Im Imperfectum Consecutivum werden auf der vorletzten Silbe betonte Perfekt-Formen endbetont. Wegen des vorgeschalteten „und“ können Consecutivum-Formen immer nur am Anfang des Satzes oder Halbsatzes stehen; kein anderer Satzteil, auch keine Verneinung darf vorgeschaltet werden.
Moderne Grammatiken haben die traditionellen Bezeichnungen „Perfekt“ und „Imperfekt“ aufgegeben, da diese versuchen, die Aktionsart inhaltlich zu beschreiben, was an der jeweiligen Consecutivum-Variante scheitert. Das Perfectum Consecutivum beschreibt gerade keine „perfekte“, abgeschlossene Handlung, sondern im Gegenteil eine „imperfekte“, unabgeschlossene. Also ist der Terminus „Perfekt“ ungenau. Das Gleiche gilt analog für „Imperfekt“. Die neuen Bezeichnungen beschreiben nicht mehr den Inhalt, sondern allein die äußerliche Form: Das Perfekt heißt nun Afformativ-Konjugation (abgekürzt: AK) und das Imperfekt Präformativ-Konjugation (PK). AK weist darauf hin, dass alle Formen dieser Konjugation (bis auf eine) eine Endung haben, also ein Affix oder Afformativ (sg.: kataw-ti, kataw-ta, kataw-t, kataw, katew-a; pl.: kataw-nu, ketaw-tem, ketaw-ten, katew-u); PK weist auf das Präfix oder Präformativ, die Vorsilbe, hin, die alle Formen dieser Konjugation erhalten (sg.: e-chtow, ti-chtow, ti-chtew-i, ji-chtow, ti-chtow; pl.: ni-chtow, ti-chtew-u, ti-chtow-na, ji-chtew-u, ti-chtow-na). Die Consecutivum-Formen werden AK bzw. PK mit Waw conversivum, also umkehrendem Waw, genannt. Der Buchstabe Waw steht für die Kopula „und“, die im Hebräischen mit diesem Buchstaben geschrieben wird. PK mit Waw conversivum (Imperfectum Consecutivum) ist das typische Erzähltempus der biblischen Texte und wird daher auch Narrativ genannt.
Die Funktion des Waw conversivum ist einzig für das Bibelhebräische belegt und findet in anderen semitischen Sprachen, etwa dem Arabischen oder Aramäischen, keine Entsprechung.
Die Grundlage zur Ableitung sämtlicher Konjugationsformen ist die „Wurzel“ (Wortstamm), die sich aus den Konsonanten zusammensetzt, die in allen oder den meisten Formen des Verbes und seiner Ableitungen vorkommen. Beim hebräischen Verb für „schreiben“ sind das: כָּתַב, also „k-t-v“. Je nachdem, welche Form gebildet werden soll, werden die für die Form typischen Vokale dazwischengesetzt; in vielen Formen kommen außerdem konjugationstypische Vor- und/oder Nachsilben hinzu (vgl. die oben aufgeführten Formen des Partizips und von AK und PK). Demnach findet Konjugation im Hebräischen wie in allen semitischen Sprachen vor, in und nach dem in der Regel rein konsonantischen Wortstamm statt; die meisten Wurzeln bestehen aus drei Konsonanten.
Neben AK, PK und Partizip kennt das Hebräische Infinitiv- und Imperativformen. Vorvergangenheit und Futur II sind dagegen unbekannt. Auch gibt es nahezu keine spezifischen Modalformen (Konjunktiv); sie sind fast immer mit PK identisch (oder durch geringfügige Veränderung hiervon abgeleitet).
Anders als etwa lateinische oder deutsche Verbstämme können hebräische Wurzeln nach mehreren Mustern konjugiert werden, z. B. als „Intensivstamm“ oder „Kausativ“. Es gibt also abgesehen von den als AK und PK bezeichneten Konjugationen, die Aktionsart oder Tempus bezeichnen, weitere Konjugationen, von denen jede ein eigenes AK und PK sowie Infinitive und Imperative bildet. Durch diese zusätzlichen Konjugationen (Intensivstamm, Kausativ) wird die Grundbedeutung der Wurzel variiert; sie sind das wichtigste Instrument bei der Bildung neuer Wörter und überaus produktiv. Im Folgenden drei Beispiele für Infinitive der Wurzel „k-t-v“ in verschiedenen Konjugationen:
- לִכְתּוֹב lichtóv: schreiben (Grundbedeutung)
- לְהִתְכַּתֵּב lëhitkattév: „einander schreiben“, d. h. korrespondieren (Intensivstamm)
- לְהַכְתִּיב lëhachtív: „zu schreiben geben“, d. h. diktieren, vorschreiben (Kausativ)

Die Konjugationen sind darüber hinaus die Grundlage vieler Substantivbildungen, etwa:
- מִכְתָּב michtáv: Brief
- הַכְתָּבָה hachtavá: Diktat
- הִתְכַּתְּבוּת hitkatvút: Korrespondenz

(Der Wandel von k zu ch in manchen der erwähnten Formen ist eine im Hebräischen gängige Lautverschiebung und kommt bei der Flexion vieler Wörter vor; in der hebräischen Schrift wird derselbe Buchstabe geschrieben.)

## Sprachbeispiel
Allgemeine Erklärung der Menschenrechte, Artikel 1:
.כל בני האדם נולדו בני חורין ושווים בערכם ובזכויותיהם. כולם חוננו בתבונה ובמצפון, לפיכך חובה עליהם לנהוג איש ברעהו ברוח של אחווה

Kol bnei haʾadam noldu bnei chorin weshavim beʿerkam uvizchuyoteihem. Kulam chonenu bitevuna uvematspun, lefichach chova ʿaleihem linhog ish bereʿehu beruach shel achava. 
Alle Menschen sind frei und gleich an Würde und Rechten geboren. Sie sind mit Vernunft und Gewissen begabt und sollen einander im Geist der Brüderlichkeit begegnen.

## Vom Hebräischen beeinflusste Sprachen
In den Jahrhunderten der Diaspora verwendeten die Juden zahlreiche Sprachen wie Jiddisch, Judeo-Espanyol, Karaimisch, Judäo-Arabisch und andere, die nicht direkt mit dem Hebräischen verwandt sind, jedoch zahlreiche hebräische Lehnwörter aufweisen und fast stets mit dem hebräischen Alphabet notiert wurden.
Zudem existieren einige Sprachen sozialer Gruppen (Soziolekte) mit deutlichem hebräischen Einfluss (zumeist sekundär über das Jiddische), zum Beispiel Rotwelsch und Jenisch.

## Verbundenheit der heutigen Sprache mit der Bibel
Bis heute werden biblische Zitate und Anspielungen in der Alltagssprache verwendet, besonders in gläubigen Milieus. Die Verse des Hoheliedes sind in unzähligen Varianten vertont worden; beim Eintritt des Frühlings wird oftmals Kapitel 2, Vers 11 zitiert: „Denn siehe, der Winter ist vergangen, der Regen ist vorbei, die Blumen zeigen sich im Lande.“

## Einflüsse des Hebräischen auf das Deutsche und umgekehrt
Durch die Bibelübersetzung von Martin Luther sind einige Ausdrücke und Redewendungen mit biblischem Hintergrund in die deutsche Sprache aufgenommen worden. Beispiele: Jubeljahr, Kainsmal.
Vornamen hebräischen Ursprungs sind weit verbreitet: Achim, Benjamin, Daniel, David, Hanna, Jakob, Joachim, Joel, Johann, Johanna, Jonas, Jonathan, Joseph, Judith, Maria, Michael, Miriam, Rebekka, Samuel, Sarah, Susanne und viele andere.
Einige hebräische Wörter sind über das Jiddische in die deutsche Sprache gelangt, z. B. Tacheles aus hebräisch tachlit = Zweck, Sinnvolles, meschugge aus meshuggá = verrückt/übergeschnappt, malochen aus melacha = Arbeit, koscher aus kascher = rein, tauglich, dufte wahrscheinlich aus tov = gut, betucht eventuell aus batuach = sicher, Stuss aus schtut = Unsinn (aus: [alt]). Auch manche Redewendungen haben möglicherweise einen hebräischen Ursprung. Dazu gehört Wissen, wo der Barthel den Most holt, das über das Rotwelsche ins Deutsche gekommen sein könnte. Die Bedeutung wäre in diesem Fall „Wissen, wo man mit einem Brecheisen (ברזל, barzel = Eisen) zu Geld kommen“, also einen Tresor knacken kann (מעות, maʿot = Kleingeld, in der aschkenasischen Aussprache maos, wovon auch die Slangausdrücke „Moos“ oder „Mäuse“ für „Geld“ stammen dürften). Unwahrscheinlich ist dagegen die weit verbreitete Ableitung des Wunsches zum Jahreswechsel Einen guten Rutsch von Rosch ha-Schana = „Anfang (wörtlich: Haupt) des Jahres“, weil das Wort „Rosch“ in jüdischen Neujahrswünschen nie vorkommt; man wünscht sowohl auf Jiddisch als auch auf Hebräisch immer nur „ein gutes Jahr“. Mit Sicherheit auszuschließen ist ein hebräischer Ursprung des Ausdruckes Es zieht wie Hechtsuppe, der angeblich auf hech supha („starker Wind“) zurückgehen soll: Das Wort hech existiert im Hebräischen überhaupt nicht, und das mit supha transkribierte Wort סופה (Sturm) wird sufa ausgesprochen.
Aus historischen Gründen befinden sich viele Wörter aus dem Geschäftsleben darunter. Da den Juden im christlichen Europa jahrhundertelang kaum andere Erwerbsquellen erlaubt wurden als Handel oder Geldwesen, sind diese Gebiete wichtige sprachliche Schnittstellen. Hierher gehören die Ausdrücke Kies im Sinne von (Taschen)geld aus kis = Tasche; Pleite aus peleta = Flucht, Entkommen; Reibach aus rewach = Gewinn, oder Ausdrücke der Kriminalität z. B. Ganove (von hebräisch ganav = Dieb). Siehe dazu auch Liste deutscher Wörter aus dem Hebräischen und Jiddischen.
Bei der Schaffung von ʿIvrit seit Ende des 19. Jahrhunderts wurden aus den europäischen Sprachen Ausdrücke entlehnt (z. B. Sigarja = Zigarette, Telefon, Telewisija = Fernsehen etc.). Die modernen Monatsnamen in Israel entsprechen den deutschen Bezeichnungen: Januar, Februar, März usw. Die einzige Abwandlung ergibt sich beim Monat August, der Ogust ausgesprochen wird, da die Vokalverbindung au im Hebräischen ungewöhnlich ist. Die Neubildung ʿiton (Zeitung) aus ʿet = Zeit basiert auf dem deutschen Wort. Das Deutsche als Bildungssprache in Osteuropa spielte indirekt auch bei der Belebung des Hebräischen in Palästina durch die mittel- und osteuropäischen Zionisten eine nicht unbedeutende Rolle, insbesondere bei der Erweiterung des Wortschatzes. Auch das umgangssprachliche Hebräisch hat etliche deutsche bzw. jiddische Ausdrücke aufgenommen, z. B. „spritz“, „Schluck“, „Spitz“, „Wischer“ (für Scheibenwischer) etc. Auch im handwerklichen Sektor finden sich einige deutsche Ausdrücke, wie bspw. „Stecker“ oder „Dübel“, der allerdings – aufgrund des im Hebräischen fehlenden Ü-Lautes – „Diebel“ ausgesprochen wird.

### Einzeluntersuchungen
- Frank Matheus: Ein jegliches hat seine Zeit. Tempus und Aspekt im Biblisch-Hebräischen Verbalsystem, Spenner, Kamen 2011, ISBN 978-3-89991-126-8. (KUSATU/B/Beihefte; 1)

### Grammatiken
in der Reihenfolge des Erscheinens
- Wilhelm Gesenius, Emil Kautzsch, Gotthelf Bergsträsser: Hebräische Grammatik. 1813. 28. Aufl. Leipzig 1909 archive.org. Neudruck: Hildesheim 1983, Georg Olms Verlag, ISBN 3-487-00325-2.
- Hans Peter Stähli: Hebräische Kurzgrammatik. Göttingen 1985.
- Rudolf Meyer: Hebräische Grammatik. Berlin 1992.
- Jutta Körner: Hebräische Studiengrammatik. Langenscheidt Verlag Enzyklopädie, Leipzig 1996, ISBN 3-324-00099-8 (ausführlich).
- Martin Krause: Biblisch-hebräische Unterrichtsgrammatik. Herausgegeben von Michael Pietsch und Martin Rösel. Walter de Gruyter, Berlin 2008, ISBN 978-3-11-019028-1.
- Jan P. Lettinga, Heinrich von Siebenthal: Grammatik des Biblischen Hebräisch. 2., erweiterte Aufl. Brunnen Verlag, Gießen 2016, ISBN 978-3-7655-9555-4.
- Alexander B. Ernst: Kurze Grammatik des Biblischen Hebräisch. 5., durchgesehene Aufl. Vandenhoeck & Ruprecht, Göttingen 2020, ISBN 978-3-7887-2321-7.

### Wörterbücher
- Wilhelm Gesenius: Hebräisches und Aramäisches Handwörterbuch über das Alte Testament. 16. Auflage. Leipzig 1815 (archive.org – Nachdruck: Berlin 2008, Springer Verlag, ISBN 3-540-78599-X).
- Ludwig Köhler, Walter Baumgartner: Hebräisches und aramäisches Lexikon zum Alten Testament. 3. Auflage. Leiden 1996.
- Georg Fohrer: Hebräisches und aramäisches Wörterbuch zum Alten Testament. Berlin / New York 1997, ISBN 3-11-001804-7.
- PONS Kompaktwörterbuch Althebräisch. Althebräisch-Deutsch. Klett, Stuttgart 2006, ISBN 3-12-517575-5.

### Lehrbücher
- Ernst Jenni: Lehrbuch der hebräischen Sprache des alten Testamentes. Basel 1981, ISBN 3-7190-0706-5 (Schulbuch für Gymnasien konzipiert).
- Frank Matheus: Einführung in das Biblische Hebräisch (I Studiengrammatik, II Studienbuch für das Gruppen- und Selbststudium). Münster 1997.
- Heinz-Dieter Neef: Arbeitsbuch Hebräisch. Materialien, Beispiele und Übungen zum Biblisch-Hebräisch. Mohr Siebeck, Tübingen 2015, ISBN 978-3-8252-4361-6. (Lehrbuch zur Vorbereitung auf das Hebraicum)
- Thomas O. Lambdin: Lehrbuch Bibel-Hebräisch. 5. verbesserte und ergänzte Auflage. Brunnen, Gießen 2006.

### Zur Sprachgeschichte
- haUniversita haPetucha: Peraqim beToledot haLashon ha'Ivrit. 1–11. Tel Aviv.
- Wilhelm Gesenius: Geschichte der hebräischen Sprache und Schrift. 1815.
- Chaim Rabin: Die Entwicklung der hebräischen Sprache. Wiesbaden 1988.
- Eduard Yechezkel Kutscher: A History of the Hebrew Language. Jerusalem 1982.
- Angel Sáenz-Badillos: A History of the Hebrew Language. Cambridge 1996.
- Joel M. Hoffman: In the Beginning: A Short History of the Hebrew Language. New York / London 2004.
- Ghilʿad Zuckermann: Language Contact and Lexical Enrichment in Israeli Hebrew. Palgrave Macmillan, 2003, ISBN 978-1-4039-1723-2 / ISBN 978-1-4039-3869-5.

### Allgemein
- www.hagalil.com – haGalil
- www.hebraicum.de (deutsch)
- Bibliographie Nachschlagewerke hebräisch (private Seite)
- www.nirdagan.com (englisch)
- www.hebrewlanguageguide.com (englisch)
- www.hebreu.org (französisch)
- Hebräische Typografie im deutschsprachigen Raum

### Spezielles
- Kalender von Gezer – die bis heute älteste bekannte hebräische Inschrift
- Eli Bar-Chen: Hebräisch. In: Miloš Okuka, Gerald Krenn (Hrsg.): Lexikon der Sprachen des europäischen Ostens (= Wieser-Enzyklopädie des europäischen Ostens. Band 10). Wieser Verlag, Klagenfurt/Celovec 2002, ISBN 3-85129-510-2, S. 903–909 (aau.at [PDF]).

### Lehr-, Wörterbücher und Ähnliches
- Überblick über das Verbalsystem im biblischen Hebräisch (PDF; 67 Seiten)
- Deutsch-hebräisches und hebräisch-deutsches Wörterbuch (im Aufbau)
- Lehrkurs für biblisches Hebräisch (als einzelne PDF-Dateien)
- Wortkunde für das Hebräisch des Alten Testaments
- Phonetisch transkribierter Lehrkurs für modernes Hebräisch (mit Verbwurzeln und abgeleiteten Verben)
- Wörterbuch Deutsch-Hebräisch und Hebräisch-Deutsch (Modernhebräisch)
- Englisch-hebräisches Wörterbuch mit Deklinationen (Milon)
- DAVAR Hebrew Dictionary (Freeware, englisch)
- Gesenius’s Hebrew and Chaldee Lexicon, nachschlagbar u. a. über Verlinkungen im Text des Alten Testaments
- Alan Wood’s Unicode Resources: Hebrew (englisch)
- Fernkurs Hebräisch (Probeseiten)